# Lost Planets & Phantom Voices
Lost Planets & Phantom Voices è il quarto album in studio long playing di Tobin Sprout, membro fondatore dei Guided by Voices; venne pubblicato nel 2003 sia in vinile che in CD negli Stati Uniti d'America dalla Recordhead.

## Tracce
Tutti i brani sono scritti da Tobin Sprout.
1. Indian Ink - 1.55
2. Doctor #8 - 2.29
3. Catch The Sun - 2.30
4. All Those Things We've Done - 3.04
5. Martini - 3.30
6. Rub Your Buddah Tummy - 3.15
7. Courage The Tack - 3.13
8. Earth Links - 2.06
9. As Lovely As You - 2.50
10. Shirley The Rainbow - 2.49
11. Fortunes Theme No. 1 - 1.52
12. Cleansing From The Storm - 4.27
13. Let Go Of My Beautiful Balloon - 6.01